# Dietmar von Eist
Dietmar von Eist (1115-1171?) var en østrigsk kærlighedslyriker (Minnesänger). Tidspunktet for hans død vides ikke helt sikkert, men regnes at have været omkring 1171. Han er en af de tidligste kendte minnesangere og var, til forskel fra de senere minnesangere, der havde de provencalske trubadurer som forbillede, ikke nær så påvirket af det franske ridderideal om den rent platoniske kærlighed til en ridderfrue. Der er stadig tvivl om herkomsten af nogle af de digte, som regnes for at være blevet skrevet af ham.

## Minneklage
Teksteksempel oversat fra middelhøjtysk.
Geliebter Freundin Bote,
Wie maßloss weh mir's tut,
nun sag dem schönen Weibe,
daß ich solang sie meide.
Lieber hätt ich ihre Minne
Als all der Vögel Singen
Nun muß geschieden sein von ihr,
Davon ist mein Herz so traurig mir.
Nun sag dem edlen Ritter,
Bitt ihn schön, recht lieb zu sein,
daß er sich wohl behüte
und fröhlich im Gemüte.
Ich dulde um ihn manche Pein,
Darüber trauert das Herz mein.
Verborgnen Leides trag ich viel,
das ich ihm selber gerne klagen will.

## Ekstern henvisning
- Tekster skrevet af Dietmar von Eist Arkiveret 20. april 2005 hos  Wayback Machine (på middelhøjtysk)